# Ousmane Sow
Ousmane Sow (Dakar, 10 ottobre 1935 – Dakar, 1º dicembre 2016) è stato un artista senegalese, operante a Dakar.
Ousmane Sow è considerato uno dei più importanti e noti artisti senegalesi. Nel 1999, l'esposizione delle sue opere, tra le quali la serie Little Big Horn, sul Pont des Arts di Parigi è visitata da tre milioni di persone, e lo consacra tra il grande pubblico.

## Biografia
Nel 1957, Ousmane Sow lascia il Senegal per andare in Francia dove prende un diploma di infermiere e poi di fisioterapista. Questo mestiere che esercita per una ventina d'anni in particolare presso l'ospedale Laennec di Parigi, ha delle ripercussioni nel suo lavoro di sculture, fortemente connesso alla conoscenza del corpo umano. Durante tutto questo periodo, lavorando come autodidatta, consacra molto del suo tempo a perfezionare la sua tecnica artistica e a fare ricerche sui materiali.
Nel 1965, di ritorno in Senegal crea il servizio di fisioterapia dell'ospedale Le Dantec, per poi tornare in Francia nel 1968 dove apre uno studio privato a Montreuil.
Nel 1984 decide di tornare in Senegal per aprirvi uno studio privato di fisioterapia che abbandona in seguito, all'età di cinquant'anni per consacrarsi interamente alla scultura.
Nel 1988, espone per la prima volta la sua serie Nouba presso Centro culturale francese di Dakar. Gli anni successivi comincia ad esporre ovunque nel mondo, in Francia, Germania, Giappone, Stati Uniti d'America, Senegal, Belgio e Italia.
Le opere di Ousmane Sow sono esposte all'interno di Documenta IX del 1992 curata da Jan Hoet.
L'8 dicembre 2009 Ousmane Sow mette in vendita alcune opere da Christie's a Parigi per finanziare la costruzione di un museo personale a Dakar dedicato ai grandi uomini.

## Opere
Le sculture di Ousmane Sow sono prodotte con una tecnica molto personale. Su un'armatura di metallo, paglia, tela di iuta e altri materiali, modella il suo soggetto con una pasta creata da lui e composta di terra e minerali mescolati e macerati insieme ad altri prodotti. L'uomo è sempre al centro delle sue preoccupazioni artistiche. Le sue prime serie di sculture sono ispirate ai popoli dell'Africa.
Dopo la lettura di una biografia del Generale Dumas scritta da Claude Ribbe, Ousmane Sow prepara un progetto di statua per rimpiazzare l'opera eretta nel 1906 a Parigi sull'attuale piazza del generale Catroux ma abbattuta dai nazisti nel 1942. Claude Ribbe aveva scritto una petizione al sindaco di Parigi Bertrand Delanoë che proponeva, attraverso l'associazione degli amici del generale Dumas da lui presieduta, di offrire una copia dell'opera di Ousmane Sow alla repubblica di Haiti, in accordo con un desiderio espresso nel 1838 dallo scrittore Alexandre Dumas, figlio del generale.
- La serie Nouba, realizzata tra il 1984 e il 1987, comprende 12 sculture o gruppi di sculture e rappresenta dei guerrieri e dei lottatori Nouba (Sudan). La serie è ispirata dalle fotografie di Leni Riefenstahl.
- La serie Masaï, realizzata tra il 1988 e il 1989 è costituita da 6 pezzi, di cui alcuni formati da più sculture, che rappresentano due donne, quattro uomini, un bambino e due bufali dell'etnia Masai (Kenya e Tanzania.
- Opere isolate: Gavroche (un'opera che rappresenta un ragazzo e un uomo), Marianne et les Révolutionnaires (3 pezzi che rappresentano una donna e due uomini), Toussaint Louverture e la Vieille Esclave (2 pezzi che raffigurano un uomo e una donna) sono tutte realizzate nel 1989 in occasione del Bicentenario della Rivoluzione Francese su commissione del Presidente francese François Mitterrand.
- La serie Zoulou, realizzata tra il 1990 e il 1991 e composta da 7 personaggi che raccontano la storia di Shaka, fondatore della nazione Zulu (per la prima volta si tratta di un'opera scultorea narrativa)
- La serie Peulh, realizzata tra il 1993 e il 1994, comprende 5 sculture che rappresentano scene familiari, quotidiane e rituali Peul.
- La serie Little Big Horn, realizzata tra il 1994 e il 1999, comprende 23 personaggi e 8 cavalli e raffigurano scene di battaglia. La scultura diventa significativamente narrativa.
- I bronzi prodotti da questi originali sono realizzati tra il 2001 e il 2004: La Danseuse aux cheveux courts (La ballerina dai capelli corti - serie Nouba), le Lutteur debout (il lottatore in piedi - serie Nouba), La Mère et l'Enfant (La madre e il bambino - serie Masaï),  Le Lanceur (Il lanciatore - serie Zoulou), et Sitting Bull en prière (Toro Seduto in preghiera - serie Little Big Horn).
- Tra il 2001 e il 2002, realizza per il comitato internazionale olimpico Le Coureur sur la ligne de départ e su commissione di Médecins du monde, la statua Victor Hugo per la Giornata contro l'esclusione e la miseria (Journée du refus de l'exclusion et de la misère - installata à Besançon, pizza dei Diritti Umani).
- Nel 2008, su commissione della città di Ginevra, Ousmane Sow realizza una statua di bronzo che raffigura un uomo seduto che legge in omaggio agli immigrati sans-papiers (senza permesso di soggiorno)[3].

## Esposizioni
- 1988 - Centro culturale francese di Dakar
- 1988 - essencerie Total di Dakar
- 1989 - Noubas al Museo della Vieille Charité di Marsiglia e Bordeaux
- 1990 - esposizione al museo d'arte moderna di Troyes, al Museo d'arte d'Angoulême, nella chiesa di Saint-Pierre-Le-Puellier di Orléans, a Citadelle de Calvi, Arche de la Fraternité de La Défense, nel municipio di Bordeaux - Peyssac
- 1991 - Centro d'arte contemporanea di Montbéliard, Museo di Saint-Amand-les-Eaux, Museo Fabre di Montpellier, in Japón al Kanda Ogawa Machi Chiyoda Ku di Tokyo e a Osaka,
- 1992 - Presentazione di due Noubas a Documenta IX di Kassel; Museo Mandet di Riom, al Museo di arte e storia di Saint-Denis, al Carrefour delle culture dell'Oceano Indiano, alla galleria del teatro Merlan di Marsiglia
- 1994 - Casa della cultura di Amiens, Alter Strassenbahnbetriefshof di Berlino, al CIES di Parigi, alla galleria dello spazio Planoise di Besançon
- 1995 - Due delle sue sculture, Nouba assis e Nouba debout chiudono l'esposizione di Palazzo Grassi, all'occasione del centenario della Biennale di Venezia. Esposizione al Palazzo delle Nazioni di Ginevra, all'Assemblea nazionale del Senegal di Dakar e all'Assemblea nazionale Francese di Parigi.
- 1996 - Esposizioni al Pont-Neuf di Toulouse al Musée Dechelette di Roanne.
- 1997 - Rurart a Venours, e Médiatine a Bruxelles
- 1999 - Grande retrospettiva a Parigi al Pont des Arts; Indiens à Dakar nel Memoriale di Gorée; Boulevard Heurteloup a Tours[2]
- 2007 - Terre Noire al Museo Maurice Denis di Saint-Germain-en-Laye
- 2010- Peuples d'afriques al Quai di Angers

### Filmografia
- Ousmane Sow : sculpteur d'Afriques, film de Yolande Josèphe, Sésame productions, Paris, 1993, 24' (VHS)
- Ousmane Sow ; Ousmane Sow, le soleil en face, films réalisés par Béatrice Soulé, Le P'tit jardin, Neuilly-sur-Seine ; Actes Sud, Paris, 2006, 81' (26' + 55') (DVD)